# Зосима (Шевчук)
Мона́х Зоси́ма (в миру Серге́й Васи́льевич Шевчу́к; род. 21 июля 1959, Ярославль) — бывший архимандрит Русской православной церкви, лишённый сана; бывший клирик Иваново-Вознесенской (1986—2007), Тираспольской (2007—2008) и Владимирской (2008—2022) епархий. Кандидат педагогических наук (2006).

## Биография
Отец Василий Григорьевич Шевчук (род. 1928) — заслуженный деятель науки и заслуженный работник высшей школы СССР. Мать Таисия Павловна Воропаева (род. 1928) — учитель истории.
В 1976 году он закончил среднюю школу № 10 города Полтавы и поступил на химический факультет Донецкого государственного университета, где закончил первый курс в 1977 году, и в том же году перевелся на второй курс Ленинградского государственного университета, где учился до марта 1978 года, а затем ушёл в академический отпуск по болезни. В 1979 году был отчислен из университета по политическим (религиозным) мотивам по обвинениям в диссидентстве, но после направления письма Генеральному секретарю ЦК КПСС с объяснениями своего мировоззрения. С 1 сентября 1980 года продолжил обучение на втором курсе Ленгосуниверситета, и 22 июня 1984 года, в связи с окончанием пятилетнего срока обучения, получив высшее светское образование, со специальностью «инженер-химик» был направлен на работу в Газпром Украины на должность начальника химической лаборатории.
В 1984 году назначен работать начальником химической лаборатории в Полтавском газопромысловом управлении в технологическом цехе стабилизации газового конденсата. Одновременно читал на клиросе в Спасской церкви города Полтавы и посещал любительский хор, в который был официально оформлен в 1985 году по благословению епископа Полтавского Дамаскина (Бодрого).
7 октября 1985 года он был принят в число сотрудников Ивановской епархии епископом Амвросием (Щуровым), вопреки мнению враждебно-настроенных властей Ивановской области, которые не давали санкцию на его рукоположение в священный сан. С октября 1985 года Сергий был алтарником Сергиевского храма посёлка Старая Вичуга Вичугского района.
21 августа 1986 году епископ Амвросий в Крестовом Серафимовском храме епархиального управления совершил несанкционированный властями мантийный постриг его в честь преподобного Зосимы Соловецкого с днём благословенной памяти 21 августа нового стиля. 28 августа последовало разрешение властей на рукоположение Сергия в сан диакона, и 31 августа он был рукоположён в сан диакона за Божественной литургией в Преображенском кафедральном соборе города Иваново. 7 сентября того же года там же епископ Амвросий совершил иерейскую хиротонию — иеродиакон Зосима стал иеромонахом.
С первых дней отец Зосима стал тайным личным секретарём управляющего епархией, помогая во всём протоиерею Николаю Винокурову — секретарю епархиального управления и доверенному другу и сослужителю епископа Амвросия.
17 сентября того же года назначен настоятелем храма Воскресения Словущего села Толпыгино Приволжского района.
4 апреля 1988 года получил наперсный крест по благословению патриарха Пимена.
В 1989 году назначен настоятелем собора Николая Чудотворца города Приволжска. С 2 апреля 1990 года отец Зосима — настоятель Воскресенско-Никольской монашеской общины города Приволжска — села Толпыгино. 3 апреля 1990 года отец Зосима возведён в сан игумена указом архиепископа Амвросия по благословению патриарха Алексия II.
21 ноября 1990 года назначен благочинным 1-го округа: храмов города Иваново, Фурмановского и Приволжского районов. 5 февраля 1991 года был назначен председателем епархиальной комиссии по регистрации гражданских уставов религиозных объединений епархии, 17 сентября — председателем епархиальной комиссии по собственности, 27 сентября — референтом Ивановского епархиального управления. Приказом № 16 от 19 октября 1992 года был утверждён в составе епархиального совета.
28 апреля 1993 года был назначен настоятелем Успенского храма города Иваново, продолжая нести послушание настоятеля Воскресенско-Никольской монашеской общины, 15 июля — секретарём Ивановского епархиального управления.
6 октября 1999 года решением Священного синода РПЦ назначен ректором новообразованного Ивановского духовного училища. 17 июля 2002 года назначен ректором Иваново-Вознесенской духовной семинарии.
В 2006 году защитил диссертацию «Развитие идей православной педагогики в наследии К. Д. Ушинского» на соискание учёной степени кандидата педагогических наук.
21 августа 2007 года решением Священного синода РПЦ освобождён от должности ректора данной семинарии.
25 октября 2007 года назначен наместником кафедрального собора Рождества Христова города Тирасполя в Тираспольско-Дубоссарской епархии Молдавской митрополии.
29 июля 2008 года назначен настоятелем Георгиевского храма города Владимира, 1 октября — руководителем комиссии по работе с молодёжью Владимирской епархии (впоследствии руководителем отдела по работе с молодёжью).
4 марта 2010 года определён духовником молодёжи города Владимира.
Указом управляющего епархией митрополита Владимирского и Суздальского Евлогия от 24 февраля 2017 года архимандрит Зосима освобождён от должности настоятеля Георгиевского храма города Владимира и назначен настоятелем Боголюбского Алексиевского мужского монастыря города Владимира.

## Обвинение и следственные мероприятия
Против архимандрита Зосимы были выдвинуты обвинения в растлении группы несовершеннолетних в 90-х годах. Заявление на бывшего ректора Иваново-Вознесенской духовной семинарии подал мужчина, который утверждает, что в юности он и ещё несколько молодых людей, в бытность воспитанниками, Зосимы подверглись развратным действиям с его стороны.
Информация была доведена до митрополита Тихона (Емельянова), который возглавляет Владимирскую епархию. 2 июня 2021 года Шевчук подал прошение об увольнении с должности настоятеля по состоянию здоровья. 1 июля 2021 года митрополит Владимирский и Суздальский Тихон (Емельянов) освободил архимандрита Зосиму от настоятельства с вынесением благодарности «за понесённые труды».
Первый отдел по расследованию особо важных дел Следственного комитета Ивановской области рассматривает вопрос о возбуждении уголовного дела отношении архимандрита Зосимы Шевчука Сергея Васильевича. На допросе архимандрит Зосима всё отрицал.
24 сентября 2021 года в связи с прошением митрополита Тихона (Емельянова) решением Священного Синода РПЦ был освобождён от управления Алексиевского мужского монастыря города Владимира.
30 сентября 2021 года архимандрит Зосима был запрещён в священнослужении, а его дело передано для тщательного расследования в Общецерковную дисциплинарную комиссию при Патриархе Московском и всея Руси.
9 ноября 2021 года архимандрит Зосима Шевчук был удалён из состава преподавателей Владимирской Свято-Феофановской духовной семинарии.
12 апреля 2022 года Высший общецерковный суд Русской Православной Церкви в Москве констатировал «правомерность решения епархиального суда Владимирской епархии от 15.12.2021 о лишении священного сана архимандрита Зосимы (Шевчука) <…> отказать архимандриту Зосиме (Шевчуку) в удовлетворении апелляционной жалобы и прекратить судебное производство по делу».
15 мая 2022 года патриарх Кирилл окончательно утвердил решение Церковного Суда Владимирской митрополии и Высшего общецерковного Суда об извержении архимандрита Зосимы Шевчука из священного сана.

## Публикации

### Статьи
- Религиозное образование в Ивановской епархии // Сборник докладов VI международных Рождественских образовательных чтений. — М., 1998. — С. 171—186.
- О бедности и богатстве // Журнал Московской Патриархии. — 1999. — № 3. — С. 78—80.
- Открытие Духовной школы на Ивановской земле // Ставровский Е. С. История Шуйского Духовного училища. — Иваново, 2000. — С. 3-6.
- Православное учение о личности (опыт современного осмысления) // Юбилейный Богословский сборник Ивановской епархии. — Иваново, 2000. — № 3. — С. 3-30.
  - Православное учение о личности (опыт современного осмысления) // Обитель слова. — Ермолинская пустынь Н. Новгород: Изд-во «Та-лам», 2000. — С 8-50.
- К. Д. Ушинский о православном воспитании в школе // Юбилейный богословский сборник Ивановской епархии. — Иваново. 2000. — № 3. — С. 31-40.
- Спасение через покаяние // Православная газета. — Екатеринбург, 2002. — № 6 (183). — 08.02.2002
- Народная педагогика и К. Д. Ушинский // Материалы Международной конференции по народной педагогике. — Челябинск. 2003. — С. 46-51. (соавтор: Байбородова Л. В.)
- Православное учение о личности (Опыт современного осмысления: компилятивный обзор) // Обитель Слова. Альманах. Вып. 2. — Н. Новгород, 2003. — С. 8-50.
- Современная педагогика страны и К. Д. Ушинский // Межвузовский сборник Мурманского технического университета. — Мурманск, 2003. — С. 55-57.
  - Современная педагогика страны и К. Д. Ушинский // Наука и образование. Материалы Всероссийской научно-технической конференции: В 2-х ч. — Ч. 1. — Мурманск, 2003. — С. 23-24.
- К. Д. Ушинский — основоположник православной педагогики и юрист (К 180-летию со дня рождения К. Д. Ушинского) // Актуальные проблемы социально-экономического развития Ивановской области Материалы Международной научно-практической конференции. — Иваново, 2003. — С 466—473.
- Основоположник православной педагогики К. Д. Ушинский // Церковь, государство и общество в истории России XX века Материалы 3-й Международной конференции. — Иваново, 2003. — С. 151—152.
  - Основоположник православной педагогики К. Д. Ушинский // Материалы Международной конференции, посвященной 180-летию со дня рождения К. Д. Ушинского. — М., МПТУ, 2004. — С. 60-64.
- Der begründer der russischen chistrichen Pädagogik К. D. Uschinski und die klassiken der deutschen Psichologie und Pädagogik // Regensburg.universisat — ostkirheiches institute, srmposium, 3-5 V. 2003. — P. 12.
- Роль духовных школ в прославлении новомучеников и исповедников Российских // Церковно-исторический ежегодник Свято-Алексеевской Иваново-Вознесенской Православной Духовной семинарии. — Иваново, 2004. — Вып. 2/3. — С. 71-74.
- Константин Дмитриевич Ушинский — первый этап становления православного педагога // Церковно-исторический ежегодник Свято-Алексеевской Иваново-Вознесенской Православной Духовной семинарии. — Иваново, 2004. — Вып. 2/3. — С. 83-94.
- Любовь и взаимность: войсковое духовенство в Вооружённых Силах России // Победа.Ru, 17.01.2005.
  - Войсковое духовенство в Вооружённых Силах России // Радонеж, 22.01.2005.
- Деятели народной школы и православная педагогика // Церковно-исторический ежегодник Свято-Алексеевской Иваново-Вознесенской Православной Духовной семинарии. — Иваново, 2005. — Вып. IV. — С. 186—222.
- Народная и православная педагогика в научном наследии К. Д. Ушинского // Актуальные проблемы педагогики: Материалы Всероссийской конференции, посвященной 180-летию со дня рождения КД Ушинского. — Иваново, 2005. — С. 12-18.
- К. Д. Ушинский и Ярославль // Актуальные проблемы педагогики: Материалы Всероссийской конференции, посвященной 180-летию со дня рождения К Д. Ушинского. — Иваново, 2005. — С. 33-38. (соавтор: Байбородова Л. В.)
- Безумное делание: 100 лет имябожничества // Радонеж. Православное обозрение. 2006. — № 9 (172). — С. 4.
- Православная культура: от богословской концепции до школьного класса // Церковный вестник. — 30.05.2007.
- Развитие идей православной педагогики у святых отцов, учителей и отцов Русской Православной Церкви // Власть и гражданское общество. Научный ежегодник. Архангельск — Иваново, 2010. — Вып. І. — С. 139—155.
- Воспоминания об отце // Отцу - с любовью. Выпуск II. — М.: Юный техник, 2012. — 224 с. — ISBN 978-5-900224-04-6.
- Святитель Феофан Затворник на Владимирской земле // Феофановские чтения: Сб. науч. ст. Рязань, 2013. — Вып. VI. — С. 72-81.
- Определяющая роль святителя Феофана в становлении педагогической концепции в России в конце XIX века // Феофановские чтения : сб. науч. статей. Вып. VII / Ред. В. В. Каширина. — Рязань : Рязанский государственный ун-т им. С. А. Есенина, 2014. — С. 63-74
- Преемственность традиций исихазма XIV—XIX вв. от Византии на Русь (от св. Григория Синаита до св. Феофана Затворника) // Феофановские чтения : сб. науч. статей. Вып. VII / Ред. В. В. Каширина. — Рязань : Рязанский государственный ун-т им. С. А. Есенина, 2014. — С. 179—190
- Аспекты семейного воспитания в творениях святителя Феофана Затворника // Феофановские чтения. 2016. — Вып. IX. — С. 246‒260.
- О служении святителя Феофана Затворника на Тамбовской и Владимирской кафедрах: влияние архипастыря на умы современников из числа духовенства // Феофановские чтения. 2017. — Вып. X. — Ч. 1. — С. 54‒59.
- Пророческое и педагогическое служение святителя Феофана Затворника: накануне крушения устоев прежней России // Феофановские чтения. 2018. — Вып. XI. — С. 77-92.
- О значении личности и трудов святителя Феофана в общественной жизни Владимирской и Суздальской епархии // Феофановские чтения. 2019. — Вып. XII. — C. 15‒23.
- Церковь – свидетельница мерил бытия // Богословско-исторический сборник. — 2019. — № 13. — С. 9—20.
- Литературные образы канона службы на день памяти святителя Алексия, митрополита Московского // Труды Владимирской Свято-Феофановской Духовной семинарии. № 3. — Владимир: Транзит-ИКС, 2019. — С. 99—103.
- Автобиографические заметки из эпистолярного наследия святителя Феофана Затворника, касающиеся времени его переводческой и экзегетической деятельности в затворе. Часть 1 // Феофановские чтения : сборник научных статей. Вып. 13. — Рязань : Рязанский гос. ун-т им. С. А. Есенина, 2020. — C. 18-30.
- Автобиографические заметки из эпистолярного наследия святителя Феофана Затворника, касающиеся времени его переводческой и экзегетической деятельности в затворе Часть 2 // Феофановские чтения : сборник научных статей. Вып. 13. — Рязань : Рязанский гос. ун-т им. С. А. Есенина, 2020. — C. 171—184.
- Период затвора как время раскрытия талантов святителя Феофана Затворника — духовного писателя // Феофановские чтения : сборник научных статей. Вып. 13. — Рязань : Рязанский гос. ун-т им. С. А. Есенина, 2020. — 295 с.
- Православное богословие в условиях атеистического давления в СССР в 1946—1988 гг. // bogoslov.ru, 11 декабря 2020
- Переписка святителя Феофана Затворника с мирянами: современное прочтение // Феофановские чтения : сборник научных статей. — Вып. 14. — Рязань : Рязанский гос. ун-т им. С. А. Есенина, 2021. — 235 с.
- Святитель Феофан Затворник и русское богословие XIX в. // Феофановские чтения : сборник научных статей. — Вып. 14. — Рязань : Рязанский гос. ун-т им. С. А. Есенина, 2021. — 235 с.
- Взгляды святителя Феофана Затворника на науку и его влияние на развитие научной мысли // Феофановские чтения : сборник научных статей. — Вып. 14. — Рязань : Рязанский гос. ун-т им. С. А. Есенина, 2021. — 235 с.
- Русский мир и истоки идеи о нем в XII—XIII вв. — статья Архимандрита Зосимы // aleksievskiy.ru, 26 мая 2021
- Митрополит Евлогий (Смирнов): штрихи к портрету // Наследие христианской церкви: богословие, история, культура : Материалы III Международной научно-богословской конференции, Владимир, 20-21 мая 2021 года. Вып. 3 (3). — Владимир: Издательско-полиграфическая компания «Транзит-ИКС», 2022. — С. 102—114.

### Книги
- Сочинения и статьи. Проповеди (Иваново, 1998)
- Сочинения. Проповеди. Выступления (Иваново, 1999)
- Блаженный Киприан: материалы к общецерковному прославлению. — Иваново, 1999.
- Монастыри земли Ивановской. — Иваново: Свято-Успенский мужской монастырь, 1999. — 64 с.
- Константин Дмитриевич Ушинский — основоположник классической и православной педагогики (К 180-летию со дня рождения). — Иваново. Свято-Алексеевская Иваново-Вознесенская Православная Духовная семинария, 2004. — 188 с.
- Истоки христианской педагогической мысли и их развитие в научном наследии К. Д. Ушинского : монография. — Архангельск ; Иваново : Ин-т упр., 2010. — 325 с. — ISBN 978-5-8382-0502-5
- С. А. Рачинский — ведущий сельский учитель народной школы и новатор православной педагогики в России : [сборник статей] / архим. Зосима (Шевчук Сергей Васильевич) ; Междунар. «Лига развития науки и образования» (Россия) [и др.]. — Архангельск ; Иваново : Междунар. «Ин-т упр.», Ивановский фил., 2011. — 127 с. — (Библиотека Научного центра по проблемам взаимодействия власти и гражданского общества при Институте управления (г. Архангельск); кн. 7). — ISBN 978-5-8382-0571-1